# Diego de Ágreda y Vargas
Diego Agreda y Vargas (Madrid, ¿1591? - íd, d. 1639), escritor y militar español del Siglo de Oro.

## Biografía
Hijo del consejero de Castilla Alonso de Ágreda, en 1640 era capitán de infantería. Felipe IV le concedió un hábito de Santiago. Fue un apasionado admirador de Lope de Vega y tradujo desde la versión toscana de Ludovico Dolce una novela bizantina, Los amores de Leucipa y Clitofonte de Aquiles Tacio, con el título Los más fieles amantes Leucipe y clitofonte: historia griega por Aguila Tasio Alexandrino; traduzida, censurada y parte compuesta por Don Diego Agreda y Vargas (Madrid: Juan de la Cuesta, 1617). Escribió novelas cortesanas que reunió en Novelas morales, útiles por sus documentos (Madrid: Iunti, 1620: Barcelona: Cormellas, 1620; Valencia, 1620). Estas fueron traducidas al francés por Badouin en 1621; también escribió Lugares comunes de letras humanas: contiene las historias, fabulas, provincias, ciudades... conocidos del mundo traduzido de toscano en castellano por don Diego Agreda (Madrid: Viuda de Alonso Martín, 1616; se reimprimió en 1639). 
- Datos: Q3707266
- Multimedia: Diego de Ágreda y Vargas / Q3707266
- Textos: Autor:Diego de Ágreda y Vargas